# Time Out
Time Out es un disco de 1959 (originalmente catalogado como CS 8192) del Dave Brubeck Quartet. Es caracterizado por piezas compuestas en compases musicales inusuales en el jazz contemporáneo al disco, incluyendo vals y vals de doble tiempo, como también compases de 9/8 y de 5/4, este último en una de las obras más famosas del grupo, Take Five, la cual fue compuesta por Paul Desmond.
Aunque el disco fue concebido como un experimento (supuestamente el presidente de la productora Columbia Records, Goddard Lieberson, tomaba un riesgo al lanzarlo) y recogió críticas negativas luego de su lanzamiento, se transformó en uno de los más famosos y mejor vendidos discos de jazz de la historia, y su sencillo Take Five se convirtió en un estándar del género musical.

## Producción
A pesar de que la temática y el propio título de Time Out giran en torno a lo poco frecuente que son los compases en las cuales están compuestos los temas, la cuestión puede ser analizada con más detenimiento. "Blue Rondo à la Turk" comienza con un compás de 9/8 (mismo ritmo de la danza turca zeybek, equivalente a la griega zeibekiko), pero con la poco tradicional subdivisión de 2+2+2+3 (el patrón normal para el 9/8 es 3+3+3), y los solos de saxo y piano están en 4/4. "Blue Rondo à la Turk" no está basada en "Rondo alla Turca", de la Sonata para piano nº 11 de Mozart, sino en un ritmo turco que Brubeck había escuchado.
"Strange Meadow Lark" comienza con un solo de piano sin una métrica definida, para luego asentarse en un ritmo corriente de 4/4 cuando se incorpora el resto de los instrumentos. "Take Five" se mantiene en 5/4 de comienzo a fin, excepto en el solo de batería. "Three to Get Ready" se inicia en ritmo de vals y luego alterna entre dos ritmos, el 3/4 (propio del vals) y dos de 4/4. "Kathy's Waltz" comienza en 4/4 y más adelante cambia a un vals doble, para luego fusionar ambos ritmos. "Everybody's Jumpin'" se desarrolla principalmente en un 6/4 flexible, mientas que "Pick Up Sticks" se afirma en un claro y regular 6/4.

## Lista de temas
En el LP original:

### Lado A
1. "Blue Rondo à la Turk" – 6ː44

1. "Strange Meadow Lark" – 7:22
2. "Take Five" – 5:24

### Lado B
1. "Three to Get Ready" – 5:24
2. "Kathy's Waltz" – 4:48
3. "Everybody's Jumpin' " – 4:23
4. "Pick Up Sticks" – 4:16

## Músicos y personal técnico
Todos los temas fueron compuestos por Dave Brubeck, con excepción de "Take Five", de Paul Desmond. Las pistas 1 y 7 fueron grabadas el 18 de agosto; las pistas 2 y 3 el 1º de julio; y las pistas 4, 5 y 6 el 25 de junio de 1959.

### Músicos
- Dave Brubeck — piano
- Paul Desmond — saxo alto
- Eugene Wright — contrabajo
- Joe Morello — batería

### Personal técnico
- Teo Macero - productor
- Fred Plaut - ingeniero
- Mark Wilder - remasterizador (relanzamiento en CD de 1998)
- Cozbi Sanchez-Cabrera - director de arte
- Seth Rothstein - director del proyecto